# Oligarquia

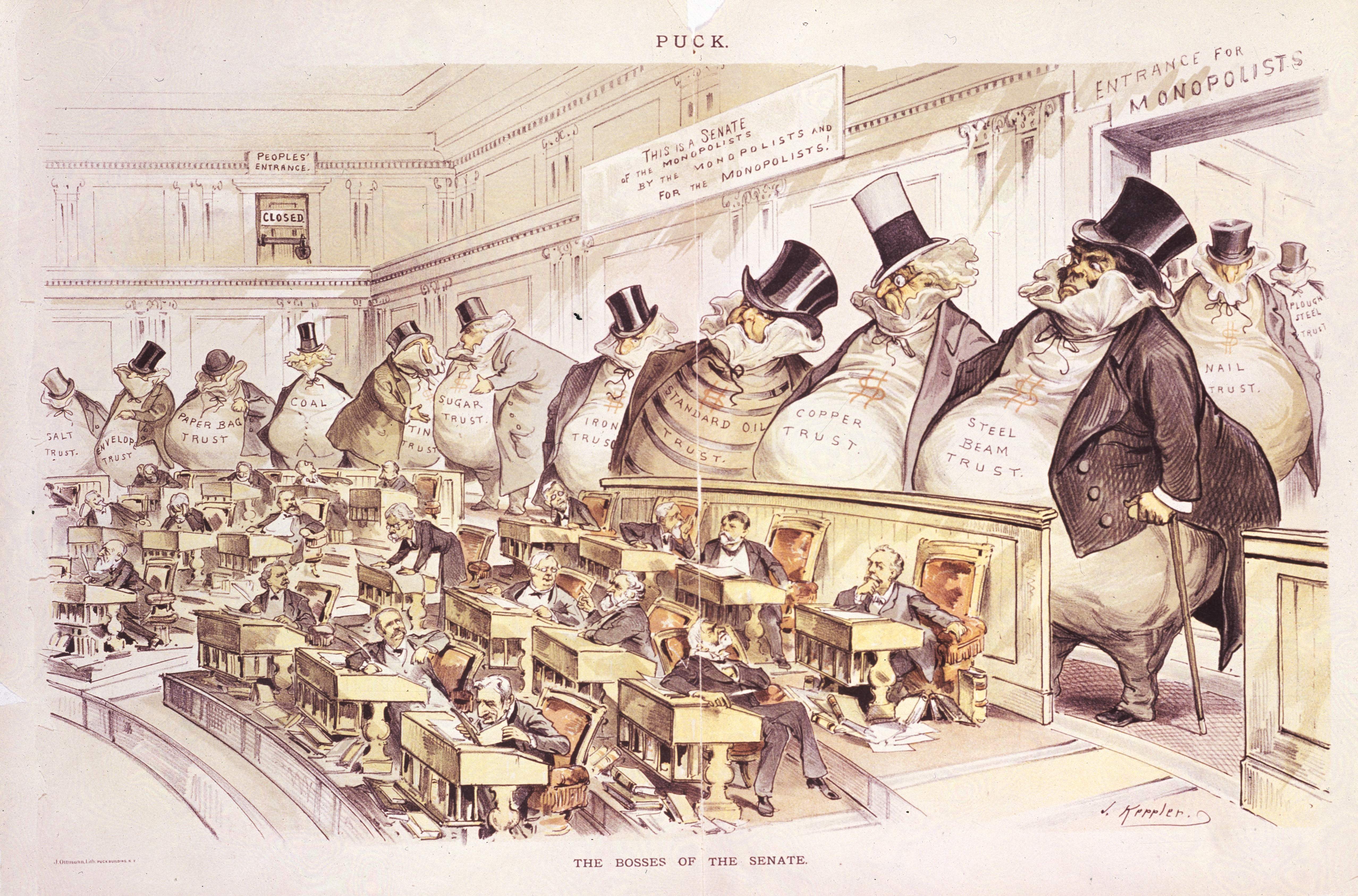
Bosses of the Senate (Chefes do Senado) de 1889 é um cartum político americano de Joseph Keppler que representa a oligarquia, foi publicado na revista Puck.

Na ciência política, oligarquia (em grego clássico: ολιγαρχία; romaniz.: oligarkhía; "governo de poucos") é a forma de governo em que o poder político está concentrado num pequeno número pertencente a uma mesma família, um mesmo partido político ou grupo económico ou corporação.
A oligarquia é caracterizada por um pequeno grupo de interesse ou lobby que controla as políticas sociais e económicas em benefício de interesses próprios. O termo é também aplicado a grupos sociais que monopolizam o mercado económico, político e cultural de um país, mesmo sendo a democracia o sistema político vigente. Na sua configuração original, a palavra oligarquia indica o “governo” (archein) “de poucos” (oligos). Contudo, o pensamento político ligado à oligarquia não esteve rigidamente submetido a essa única forma de compreensão.
Apesar dessa acepção, o termo oligarquia pode ser muito bem empregue noutras situações políticas. Quando observamos, por exemplo, que um mesmo partido político ocupa os mais altos escalões de um governo, podemos identificar o desenvolvimento de uma oligarquia. Em geral, a presença das práticas oligárquicas impede que amplas parcelas da população participem do debate político. Dessa forma, podemos ver que a oligarquia diverge do atual sentido dedicado à democracia.
Na Grécia Antiga, a expressão oligarquia era negativamente empregue para se fazer referência a todo o regime que fosse comandado por pessoas com alto poder aquisitivo. Desta forma, os governos oligárquicos foram confundidos com o governo das elites económicas.

## História
Ao longo da história, algumas oligarquias foram tirânicas, sustentadas na servidão pública, embora outras tenham sido relativamente benignas. Os escritores políticos da Grécia antiga empregaram o termo para designar a forma degenerada e negativa de aristocracia (literalmente, "governo dos melhores").
Aristóteles foi o primeiro a usar esta palavra como sinónimo do governo pelos ricos, embora o termo exato neste caso seja plutocracia. Na oligarquia nem sempre é a riqueza que governa: os oligarcas podem ser qualquer grupo privilegiado, que não precisa estar conectado por laços de sangue como numa monarquia. Algumas cidades-estado da Grécia antiga foram oligarquias.
Na História do Brasil, o termo oligarquia é costumeiramente empregado para se fazer menção às primeiras décadas do seu regime republicano. Em tal período, compreendido entre 1894 e 1930, os grandes proprietários de terra utilizavam de sua influência política e econômica para determinar os destinos da nação. Apesar da presença de um sistema representativo, a troca de favores, a corrupção do processo eleitoral e outros métodos coercitivos impediam a ascensão de outros grupos políticos.
Mesmo vivendo em um sistema democrático, é possível notar que algumas práticas oligárquicas ainda podem ser detectadas. Muitas vezes, as ações administrativas de um representante político se mostram vinculadas ao benefício de uma parcela reduzida da população. Dessa forma, outras parcelas da população acabam por experimentar as mais diversas situações de exclusão.
As oligarquias são grupos sociais formados por aqueles que detêm o domínio da cultura, da política e da economia de um país, e que exercem esse domínio no atendimento de seus próprios interesses e em detrimento das necessidades das massas populares; num país pós-colonial, como o Brasil, os interesses oligárquicos estão diretamente relacionados aos interesses do imperialismo (o domínio de um país para o atendimento das necessidades — também oligárquicas — de um outro país, este dominante); o imperialismo, por sua vez, participa diretamente da sustentação daqueles grupos sociais oligárquicos no domínio do ‘seu’ país: os oligarcas de um país dominado são, portanto, ‘subdominantes’. Oligarquias são grupos fechados e pequenos que detêm o controle do poder, geralmente formadas por familiares de grandes proprietários.
Atualmente, os Estados Unidos são considerados como um país oligárquico e desde o colapso da União Soviética em dezembro de 1991, empresas multinacionais de capital fechado na Rússia, incluindo produtores de petróleo, gás natural e metal, levaram à ascensão de oligarcas russos, segundo alguns analistas. No Brasil, as oligarquias agrárias já desfrutavam de poder econômico. A economia global também tem se tornado cada vez mais oligárquica.